# Skistodiaptomus sinuatus
Skistodiaptomus sinuatus är en kräftdjursart som först beskrevs av Kincaid 1953.  Skistodiaptomus sinuatus ingår i släktet Skistodiaptomus och familjen Diaptomidae. IUCN kategoriserar arten globalt som otillräckligt studerad. Inga underarter finns listade i Catalogue of Life.